# العلاقات الجنوب إفريقية المولدوفية
العلاقات الجنوب أفريقية المولدوفية هي العلاقات الثنائية التي تجمع بين جنوب أفريقيا ومولدوفا.

## مقارنة بين البلدين
هذه مقارنة عامة ومرجعية للدولتين:
| وجه المقارنة                                              | جنوب أفريقيا | مولدوفا                           |
| --------------------------------------------------------- | --- | --------------------------------- |
| المساحة (كم2)                                             | 1.22 مليون | 33.85 ألف                         |
| عدد السكان (نسمة)                                         | 57.73 مليون | 2.55 مليون                        |
| الكثافة السكانية (ن./كم²)                                 | 47.32 | 75.33                             |
| العاصمة                                                   | بريتوريا، بلومفونتين، كيب تاون | كيشيناو                           |
| اللغة الرسمية                                             | لغة إنجليزية، اللغة الأفريقانية، اللغة النديبلي الجنوبية، اللغة السوثو الشمالية، اللغة السوتية، لغة سوازي، اللغة التسونجا، اللغة التسوانية، اللغة الفيندية، اللغة الكوسية، اللغة الزولوية | اللغة المولدوفية، اللغة الرومانية |
| العملة                                                    | راند جنوب أفريقي | ليو مولدوفي                       |
| الناتج المحلي الإجمالي (بليون دولار)                      | 349.42 مليار | 8.13 مليار                        |
| الناتج المحلي الإجمالي (تعادل القوة الشرائية) بليون دولار | 725.91 مليار | 17.94 مليار                       |
| الناتج المحلي الإجمالي الاسمي للفرد دولار أمريكي          | 5.72 ألف | 3.65 ألف                          |
| الناتج المحلي الإجمالي للفرد دولار أمريكي                 | 13.05 ألف | 4.98 ألف                          |
| مؤشر التنمية البشرية                                      | 0.666 | 0.693                             |
| رمز المكالمات الدولي                                      | +27 | +373                              |
| رمز الإنترنت                                              | .za | .md                               |
| المنطقة الزمنية                                           | ت ع م+02:00، أفريقيا/جوهانسبرغ ‏ | ت ع م+02:00، ت ع م+03:00          |

## منظمات دولية مشتركة
يشترك البلدان في عضوية مجموعة من المنظمات الدولية، منها:
| علم المنظمة | اسم المنظمة                        | تاريخ انضمام جنوب أفريقيا | تاريخ انضمام مولدوفا |
| ----------- | ---------------------------------- | ------------------------- | -------------------- |
|             | مؤسسة التنمية الدولية              | 12 أكتوبر 1960            | 14 يونيو 1994        |
|             | يونسكو                             | 4 نوفمبر 1946             | 27 مايو 1992         |
|             | وكالة ضمان الاستثمار متعدد الأطراف | 10 مارس 1994              | 9 يونيو 1993         |
|             | الأمم المتحدة                      | 7 نوفمبر 1945             | 2 مارس 1992          |
|             | الفريق المعني برصد الأرض           | ?                         | ?                    |
|             | الاتحاد البريدي العالمي            | ?                         | ?                    |
|             | البنك الدولي للإنشاء والتعمير      | 27 ديسمبر 1945            | 12 أغسطس 1992        |
|             | الاتحاد الدولي للاتصالات           | 1910                      | 20 أكتوبر 1992       |
|             | منظمة حظر الأسلحة الكيميائية       | ?                         | ?                    |
|             | مؤسسة التمويل الدولية              | 3 أبريل 1957              | 10 مارس 1995         |
|             | منظمة التجارة العالمية             | 1995                      | ?                    |
|             | منظمة الشرطة الجنائية الدولية      | ?                         | ?                    |

## وصلات خارجية
- موقع وزارة الخارجية الجنوب أفريقية
- موقع وزارة الخارجية المولدوفية